# Wolnzach
Wolnzach település Németországban, azon belül Bajorországban. Lakosainak száma 11 983 fő (2023. december 31.).

## Népesség
A település népessége az elmúlt években az alábbi módon változott:
| Lakosok száma | 1591 | 3929 | 6015 | 11 017 | 10 959 | 10 997 | 11 355 | 11 469 | 11 719 | 11 983 |
|               | 1875 | 1950 | 1975 | 2010   | 2012   | 2013   | 2015   | 2017   | 2021   | 2023   |